# 吉田愛理
吉田 愛理（よしだ あいり、1972年1月17日 - ）は、日本の元女性声優。以前は青二プロダクション、銀プロダクション、RMEに所属していた。

## 出演
太字はメインキャラクター。

### テレビアニメ
時期不明
- キャプテン翼J（友人）

1996年
- イーハトーブ幻想〜KENjIの春（生徒）
- サザエさん（トシコちゃん）

1997年
- マスターモスキートン'99（恵理）

1998年
- ゲゲゲの鬼太郎（第4作）（女性）
- 遊☆戯☆王（主婦）

2008年
- 恋姫†無双 シリーズ（2008年 - 2010年、夏侯淵）- 3シリーズ

### OVA
- M.D.ガイスト2 DEATH FORCE（1995年、兵士）
- エンジェル伝説（1996年、女生徒）
- それゆけ!宇宙戦艦ヤマモト・ヨーコ（1996年、子供）
- ぼくのマリー（1996年、アナウンサー）
- 銀河英雄伝説（1997年、看護婦）
- 聖少女艦隊バージンフリート（1998年、同級生B）
- 恋姫†無双 OVAシリーズ（2009年 - 2011年、夏侯淵）- 3作品

### ゲーム
1996年
- トゥルー・ラブストーリー（水谷由梨香）

1997年
- ドキドキプリティリーグ（熊野愛子、三条波華）
- パワードール2（ハンナ・ウィンクラー）

1998年
- 英雄志願 -Gal Act Heroism-（チェリー）
- にじいろトゥインクル〜ぐるぐる大作戦〜（ロッキー）
- 星の丘学園物語 学園祭（小泉玲子、白川嫁菜）
- メリーメント・キャリング・キャラバン（クレア・フォード）

1999年
- グローランサー（アイリーン）
- マリオネットカンパニー（青嶋英子）

2000年
- POWER DoLLS 4（ナリス・エリクソン、マハティ・ラーケーシュ）

2001年
- くるパラ！（クルパラ/クロペロ）

2002年
- ファーストKiss☆物語II 〜あなたがいるから〜（菱村菜々美）

2003年
- C.A.T〜サイバーアタックチーム〜（佐伯日菜）

2006年
- I/O（天音弥生）
- Under The Moon（猫カイル）
- Love☆Drops 〜みらくる同居物語〜（真柴美琴）

2007年
- らぶ☆どろ 〜Love☆Drops〜（真柴美琴）

2008年
- いじわる My Master（ナタリー）
- I/O revision II（天音弥生）
- 恋する乙女と守護の楯 The shield of AIGIS（穂村有里）
- 恋姫†夢想 〜ドキッ☆乙女だらけの三国志演義〜（夏侯淵）
- プリンセスバレリーナ〜夢みる4人のプリマドンナ〜（スワン・ネイビス）

2009年
- 桃華月憚 -光風の陵王-（守東由美子）
- くるくる◇プリンセス 〜ときめきフィギュア☆めざせ!バンクーバー〜（鏡ゆい）
- ラジルギノア（相田タダヨ）

2010年
- 恋する乙女と守護の楯 Portable（穂村有里）

2011年
- 真・恋姫†夢想 〜乙女対戦★三国志演義〜（夏侯淵）

2014年
- 恋姫†演武（夏侯淵）

### 吹き替え
- アウトブレイクビデオ版（シェリー、少女の母・病院の呼び出し）
- Xファイル（ナース、アンドレア）
- コンタクト（少女時代のエリー〈ジェナ・マローン〉 、チャタレイ婦人の恋人）
- ボクはむく犬（少女）
- マミー・マーケット（スージー）

### ドラマCD
- Under the Moon ドラマCD「Love Letters」（2008年、猫カイル）
- SOUND DRAMA 絶対調律士NoA Vol.1（2010年、東憲明）
- Bloody Call ドラマCD・II 〜フライコール編〜（2010年、クライノー）

### ラジオドラマ
- 聖ルミナス女学院（1998年、野口）

### ボイスオーバー
- 人間の発育 感情の発達
- 人間の発育 社会性の発達

## ディスコグラフィ

### キャラクターソング
| 発売日        | 商品名                 | 歌                                     | 楽曲                                  | 備考                                             |
| ------------- | ---------------------- | -------------------------------------- | ------------------------------------- | ------------------------------------------------ |
| 2010年7月21日 | 真・恋姫†無双 歌将大乱 | 夏侯惇（浅井晴美）、夏侯淵（吉田愛理） | 「わたしたちふたり×あなただけひとり」 | テレビアニメ『真・恋姫†無双 〜乙女大乱〜』関連曲 |